# كوتشينغ
كوتشينغ (بالإنجليزية: Kuching)‏ هي العاصمة والمدينة الأكثر اكتظاظا بالسكان في ولاية سراوق في ماليزيا. يقدر عدد سكانها بـ 325,132 نسمة ومساحتها 431.02 كم2 وترتفع عن سطح البحر 27 متر.

## المناخ
يظهر الجدول التالي التغييرات المناخية على مدار السنة لكوتشينغ:
| البيانات المناخية لـكوتشينغ                                                                                            | البيانات المناخية لـكوتشينغ | البيانات المناخية لـكوتشينغ | البيانات المناخية لـكوتشينغ | البيانات المناخية لـكوتشينغ | البيانات المناخية لـكوتشينغ | البيانات المناخية لـكوتشينغ | البيانات المناخية لـكوتشينغ | البيانات المناخية لـكوتشينغ | البيانات المناخية لـكوتشينغ | البيانات المناخية لـكوتشينغ | البيانات المناخية لـكوتشينغ | البيانات المناخية لـكوتشينغ | البيانات المناخية لـكوتشينغ |
| الشهر | يناير                       | فبراير                      | مارس                        | أبريل                       | مايو                        | يونيو                       | يوليو                       | أغسطس                       | سبتمبر                      | أكتوبر                      | نوفمبر                      | ديسمبر                      | المعدل السنوي               |
| --- | --------------------------- | --------------------------- | --------------------------- | --------------------------- | --------------------------- | --------------------------- | --------------------------- | --------------------------- | --------------------------- | --------------------------- | --------------------------- | --------------------------- | --------------------------- |
| الدرجة القصوى °م (°ف)                                                                                                  | 34.6 (94.3)                 | 34.7 (94.5)                 | 35.2 (95.4)                 | 36.1 (97.0)                 | 36.0 (96.8)                 | 35.6 (96.1)                 | 36.1 (97.0)                 | 36.4 (97.5)                 | 36.5 (97.7)                 | 35.2 (95.4)                 | 34.8 (94.6)                 | 34.7 (94.5)                 | 36.5 (97.7)                 |
| متوسط درجة الحرارة الكبرى °م (°ف)                                                                                      | 29.8 (85.6)                 | 30.2 (86.4)                 | 31.3 (88.3)                 | 32.3 (90.1)                 | 32.7 (90.9)                 | 32.7 (90.9)                 | 32.4 (90.3)                 | 32.4 (90.3)                 | 32.0 (89.6)                 | 31.9 (89.4)                 | 31.6 (88.9)                 | 30.6 (87.1)                 | 31.7 (89.1)                 |
| متوسط درجة الحرارة الصغرى °م (°ف)                                                                                      | 22.9 (73.2)                 | 23.0 (73.4)                 | 23.2 (73.8)                 | 23.4 (74.1)                 | 23.6 (74.5)                 | 23.3 (73.9)                 | 23.0 (73.4)                 | 23.0 (73.4)                 | 22.9 (73.2)                 | 22.9 (73.2)                 | 22.9 (73.2)                 | 22.9 (73.2)                 | 23.1 (73.6)                 |
| أدنى درجة حرارة °م (°ف)                                                                                                | 17.8 (64.0)                 | 18.9 (66.0)                 | 18.3 (64.9)                 | 20.0 (68.0)                 | 20.6 (69.1)                 | 18.9 (66.0)                 | 19.4 (66.9)                 | 19.4 (66.9)                 | 19.3 (66.7)                 | 20.5 (68.9)                 | 20.0 (68.0)                 | 18.9 (66.0)                 | 17.8 (64.0)                 |
| معدل هطول الأمطار مم (إنش)                                                                                             | 684.1 (26.93)               | 473.3 (18.63)               | 338.6 (13.33)               | 272.9 (10.74)               | 241.8 (9.52)                | 220.3 (8.67)                | 185.6 (7.31)                | 229.6 (9.04)                | 262.3 (10.33)               | 338.6 (13.33)               | 371.5 (14.63)               | 498.1 (19.61)               | 4٬116٫7 (162.07)            |
| متوسط الأيام الممطرة (≥ 1.0 mm)                                                                                        | 22                          | 17                          | 16                          | 17                          | 15                          | 14                          | 13                          | 14                          | 16                          | 19                          | 22                          | 22                          | 207                         |
| متوسط الرطوبة النسبية (%)                                                                                              | 89                          | 88                          | 86                          | 86                          | 86                          | 84                          | 83                          | 83                          | 85                          | 86                          | 88                          | 89                          | 86                          |
| ساعات سطوع الشمس الشهرية                                                                                               | 109.5                       | 108.5                       | 135.5                       | 162.1                       | 188.8                       | 188.9                       | 192.9                       | 171.4                       | 147.1                       | 147.1                       | 142.9                       | 125.9                       | 1٬820٫6                     |
| المصدر #1: المنظمة العالمية للأرصاد الجوية                                                                             |                             |                             |                             |                             |                             |                             |                             |                             |                             |                             |                             |                             |                             |
| المصدر #2: NOAA (sun, 1961–1990), Meteo Climat (record highs and lows), الأرصاد الجوية الألمانية (humidity, 1975–1985) |                             |                             |                             |                             |                             |                             |                             |                             |                             |                             |                             |                             |                             |

## المدن التوأمة
مدن زينجيانج، الإسكندرية وروتردام هي مدن توأمة لـكوتشينغ.

## معرض صور

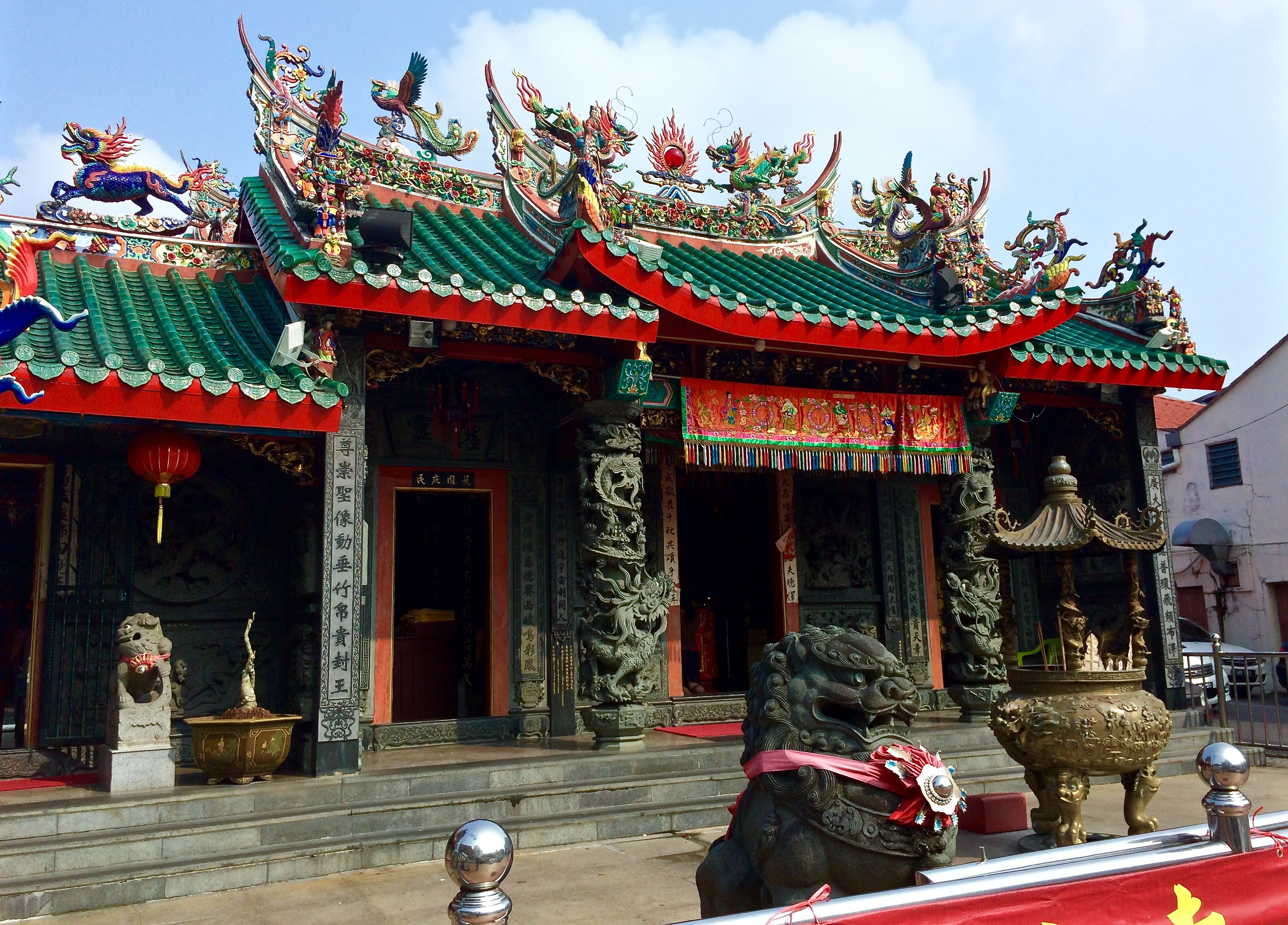
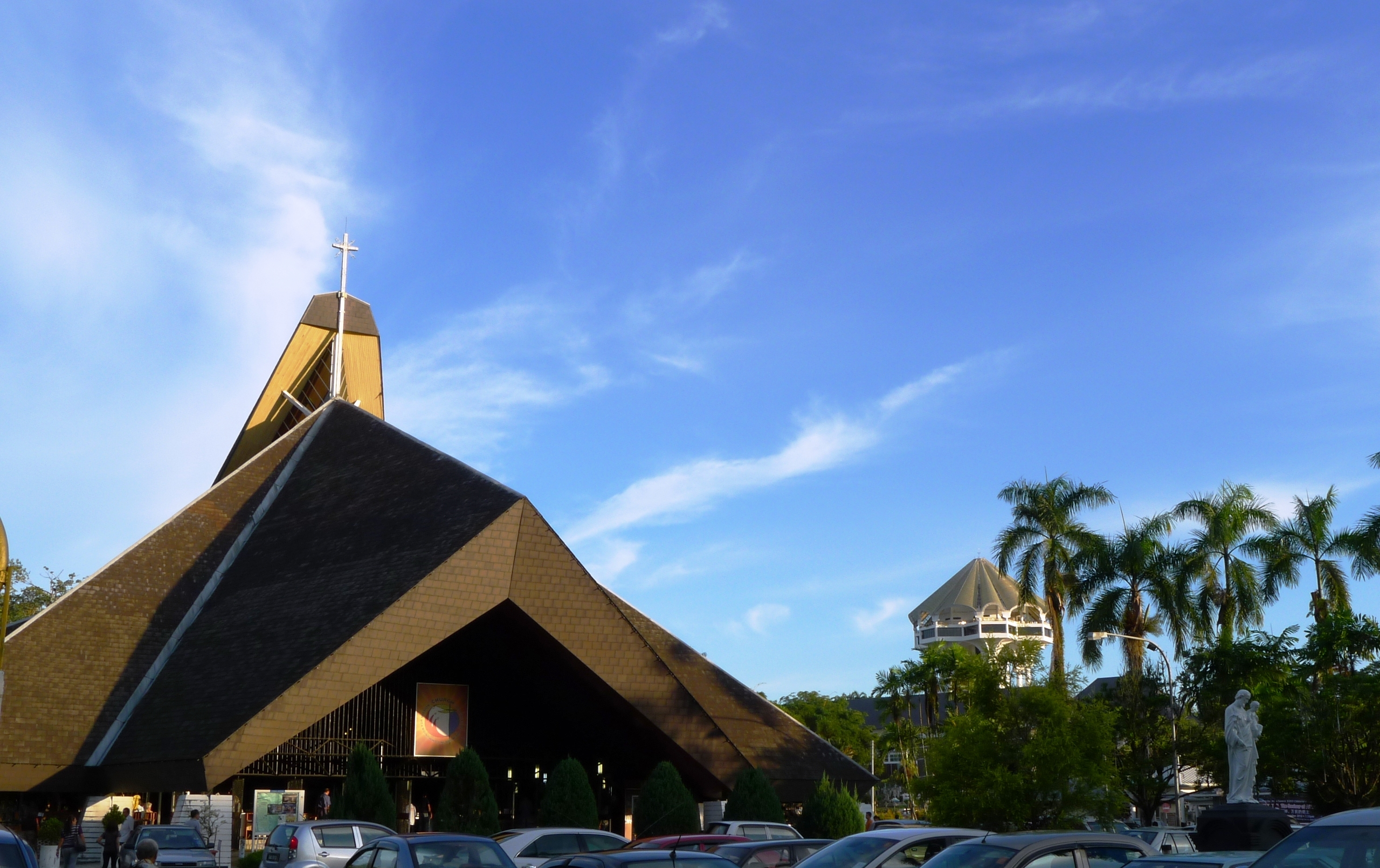
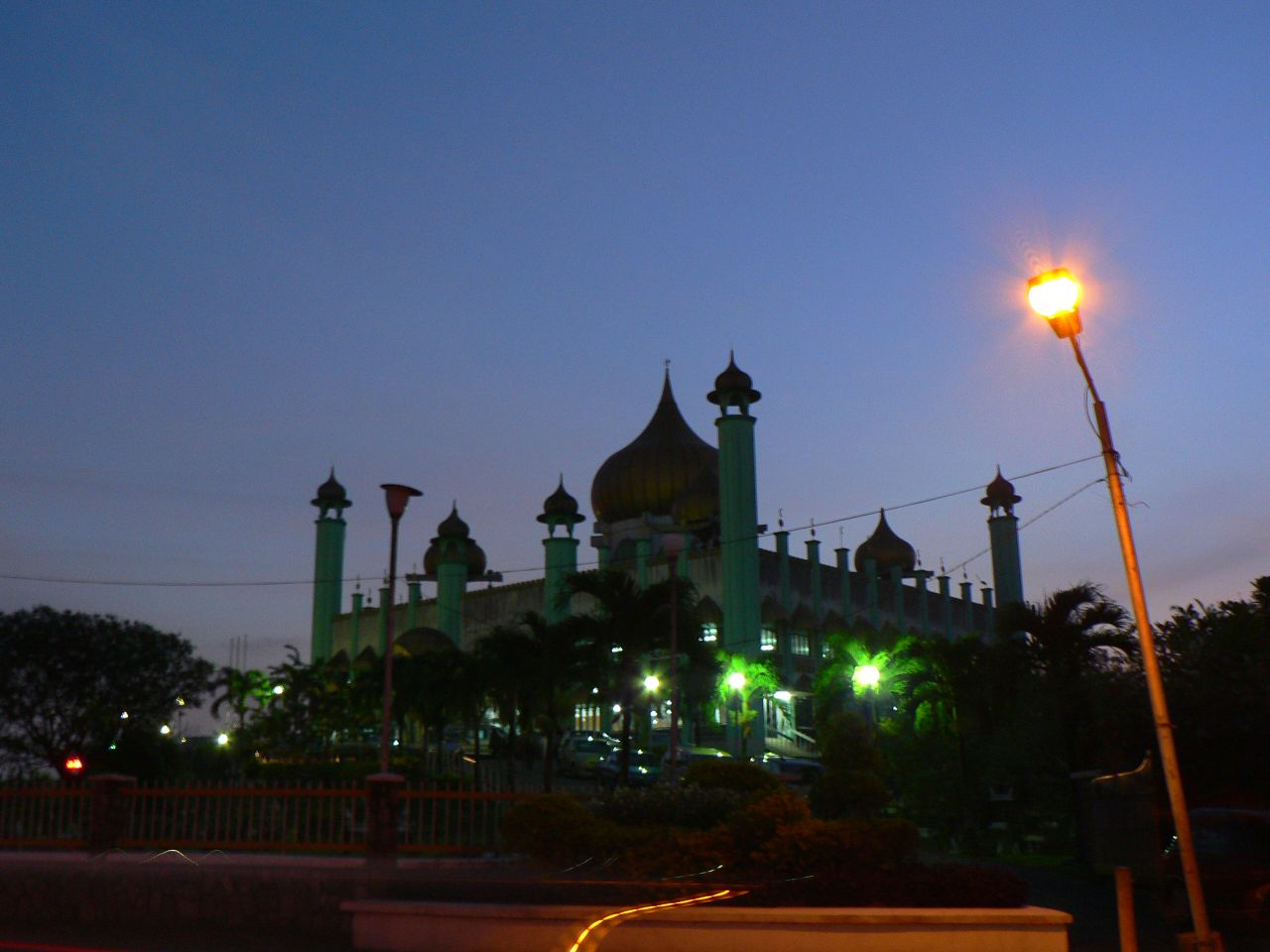

## أعلام
- سليمان داود
- جيمس وان
- بيندكت مارتن
- محمد أزلان إسكندر
- ويلسون سيم
- جيمس وونغ كيم مين
- ليونيل ماثيوز